# Marcia Greenberger
Marcia Greenberger (nascida a 1946) é uma advogada norte-americana especializada nos direitos da mulher e é considerada a primeira defensora legal que se dedicou por completo a esse campo em Washington, DC. Foi co-fundadora do National Women's Law Center (NWLC), uma organização que luta pela equidade de género.

## Biografia
Estudou na Universidade de Pensilvania e graduou-se com honras de sua licenciatura e posteriormente cum laude em seu doutorado em Jurisprudência. Depois de sair da universidade, trabalhou como advogada na firma de Caplin e Drysdale de Washington, DC
Foi co-fundadora do National Women's Law Center (NWLC), junto com Nancy Duff Campbell, organização que ambas presidem. A NWLC foi criada com o propósito de lutar para evitar a discriminação das mulheres e atingir a equidade de género na segurança económica, na educação, na saúde e no emprego. A ideia surgiu quando o pessoal administrativo feminino e as estudantes de direito no Center for Law and Social Policy (CLASP) exigiram que se melhorasse seu salário, que o centro contratasse mulheres advogadas, que já não se espera que servissem o café e que o centro criasse um programa para mulheres. Greenberger foi contratada para começar o programa em 1972 e Campbell uniu-se-lhe em 1978. Ambas decidiram converter o programa no National Women's Law Center em 1981.
Greenberger é considerada a primeira advogada que se dedicou por completo à defesa dos direitos da mulher em Washington, D. C. e converteu-se numa experiente no campo. Também participou na criação de várias leis que garantem os direitos da mulher nos Estados Unidos. Por sua trajectória e contribuições foi nomeada Advogada do Ano pela Barra de Advogadas de Washington D. C. em 1996 e foi incluída no National Women's Hall of Fame (em português: Salão da Fama Nacional de Mulheres) em 2015.